# برستون كلاود
برستون كلاود (بالإنجليزية: Preston Cloud)‏ هو إحاثي وجغرافي وجيولوجي أمريكي، ولد في 26 سبتمبر 1912 في مقاطعة ورسستر في الولايات المتحدة، وتوفي في 16 يناير 1991 في سانتا باربارا في الولايات المتحدة بسبب تصلب جانبي ضموري.

## وصلات خارجية
- برستون كلاود على موقع الموسوعة البريطانية (الإنجليزية)